# بني العميسي (كحلان الشرف)

تعديل مصدري - تعديل

بني العميسي هي إحدى قرى عزلة مدوم بمديرية كحلان الشرف التابعة لمحافظة حجة، بلغ تعداد سكانها 1383 نسمة حسب تعداد اليمن لعام 2004.